# Gladstone Anderson
Gladstone Anderson est un chanteur et un pianiste jamaïcain. Il est né le 18 juin 1934 à Jones Town, quartier de Kingston, en Jamaïque et décédé le 3 décembre 2015.

## Carrière musicale

### Le pianiste
Gladstone Anderson est le neveu d'Aubrey Adams. Dans les années 1950, ce dernier est un pianiste réputé et officie dans les concerts de jazz locaux et il intègre également les premières formations de studio. Gladstone Anderson reçoit donc une éducation musicale de son oncle qui l'aide ensuite à intégrer le backing band de Duke Reid à Treasure Isle. Il fait partie des Supersonics de Tommy McCook. Au cours de sa carrière de pianiste, qui parcourt le rocksteady et le reggae, il intègre de nombreuses formations, en dirige certaines et travaille pour une multitude de producteurs. Il officie au sein des Comets puis des Jets de Lynn Taitt, des Prince Buster's All Stars et devient l'arrangeur principal chez Leslie Kong où il enregistre notamment l'album Sweet Daddy de Toots and the Maytals. Ce groupe le retrouvera en 1972 sur leur album Slatyam Stoot produit par Warrick Lyn. Il fait un passage chez Sonia Pottinger et participe aux premières sessions des Wailers pour Lee Perry. À la fin des années 1960, il intègre les Dynamites pour Clancy Eccles. 
Dans les années soixante-dix, Bunny Lee fait appel à lui pour des sessions de Delroy Wilson et Slim Smith. Il enregistre pour Harry Mudie avec son groupe les Gladdy's All Stars deux albums. Il devient alors l'arrangeur du studio.

### Le Chanteur
Entre 1966 et 1974, il enregistre en duo avec Stranger Cole sous le nom de Stranger & Gladdy (Just Like A River, Love Me Today). Il enregistrera également quelques reggae roots pour son propre compte à Channel One.

### Le Producteur
Dans les années 1970, Gladstone Anderson fonde les labels Glad Sound, Gemini, GEA et Rite Sound. Sur ce dernier, sortent quelques classiques roots signés Winston Jarrett & The Flames ou Leroy Smart.

## Discographie
- 1972 - It May Sound Silly - Moodisc
- 1977 - Gladdy Unlimited - Moodisc
- 1982 - Radical Dub Session - Solid Groove
  - Holly children
- 1982 - Sings Songs For Today And Tomorrow - Jahmani
- 1993 - Peace Pipe Dub - Seven Leaves